# Draparnaudiidae
Draparnaudiidae is een familie van weekdieren uit de klasse van de Gastropoda (slakken). Deze familie is vernoemd naar de Franse malacoloog Jacques Draparnaud.